# Khakkhara
Ne doit pas être confondu avec Khakhra.
Un khakkhara est un bâton surmonté d'anneaux métalliques traditionnellement portés par les moines bouddhistes, en particulier dans la tradition bouddhiste d'Asie de l'Est

,

,
.
Dans les langues de la région, il est nommé:
- sanskrit : खक्खर khakkhara ;
- tibétain : འཁར་གསིལ (THL : khar sil) ;
- chinois : 锡杖 (pinyin : xīzhàng) : canne de marche en étain [4],[5] ou « étain de tigre » (虎錫), illustrant son usage traditionnel contre les prédateurs ;
- japonais : 錫杖 (rōmaji : shakujō );
- coréen : 석장 (錫杖) (romaja : seokjang).

## Composition
À la base, un khakkhara est un bâton surmonté d'une ou plusieurs boucles métalliques, dont chacune est liée à des anneaux métalliques plus petits, comme sont traditionnellement enfilées des sapèques.
Le nombre des boucles et anneaux est variable, chaque nombre portant une signification symbolique: ainsi, les khakkhalaras historiques de la plus ancienne pagode de Chine, le Temple Famen, portent une, deux ou quatre boucles qui ont chacune quatre, six ou douze anneaux.

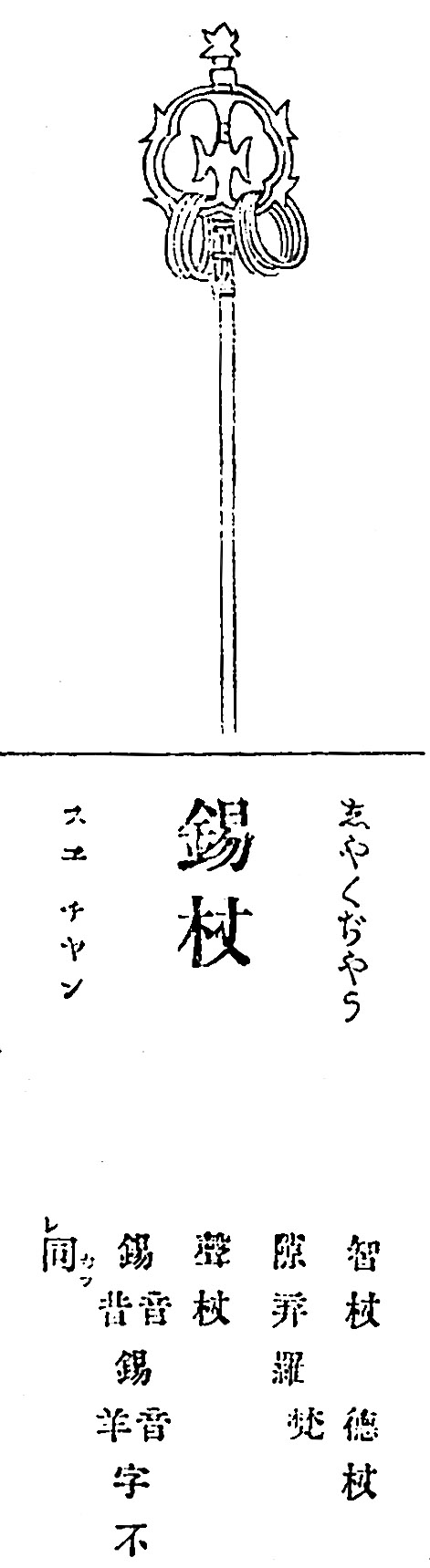
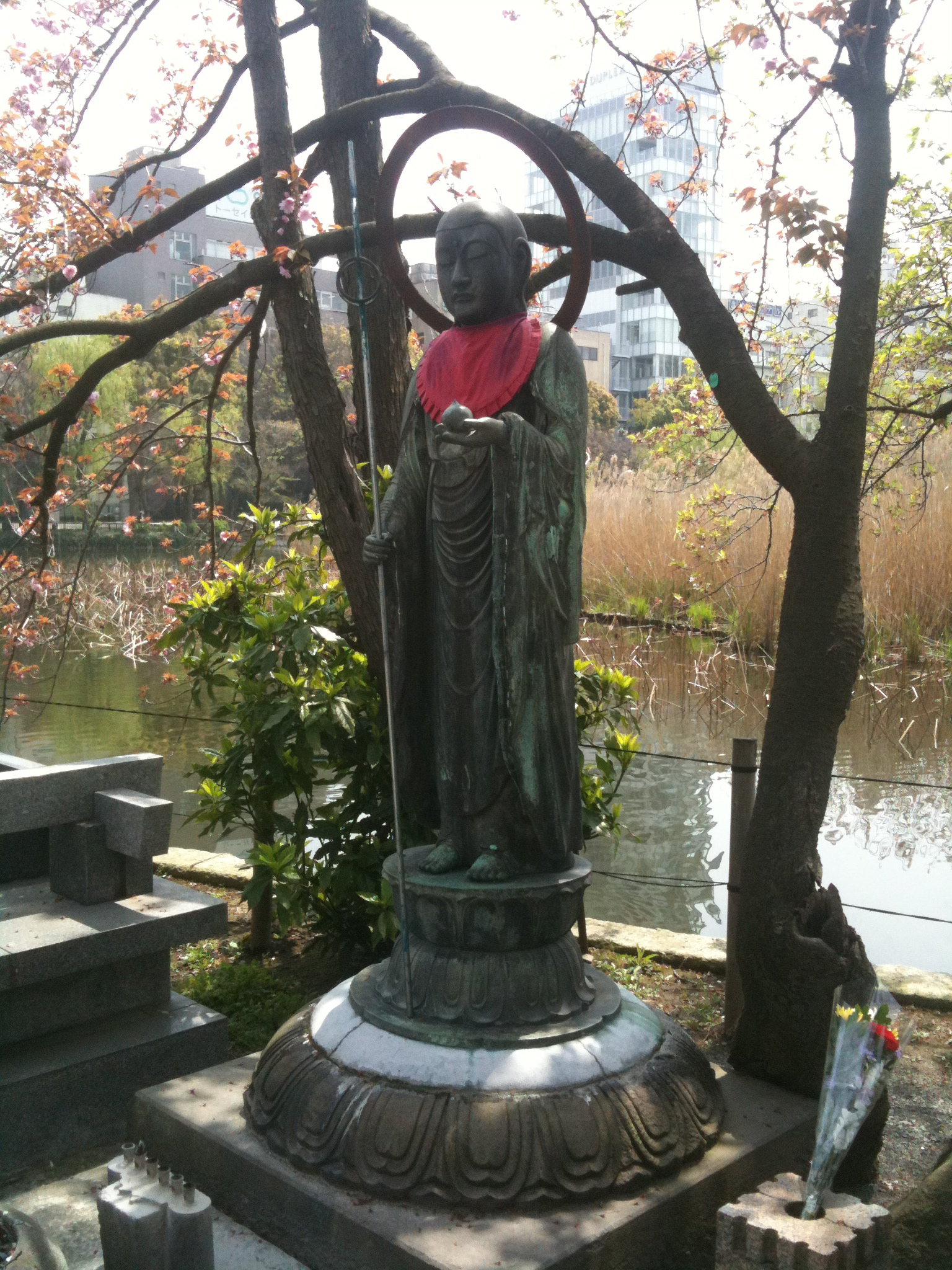
Étang de Shinobazu, parc d'Ueno, Tokyo
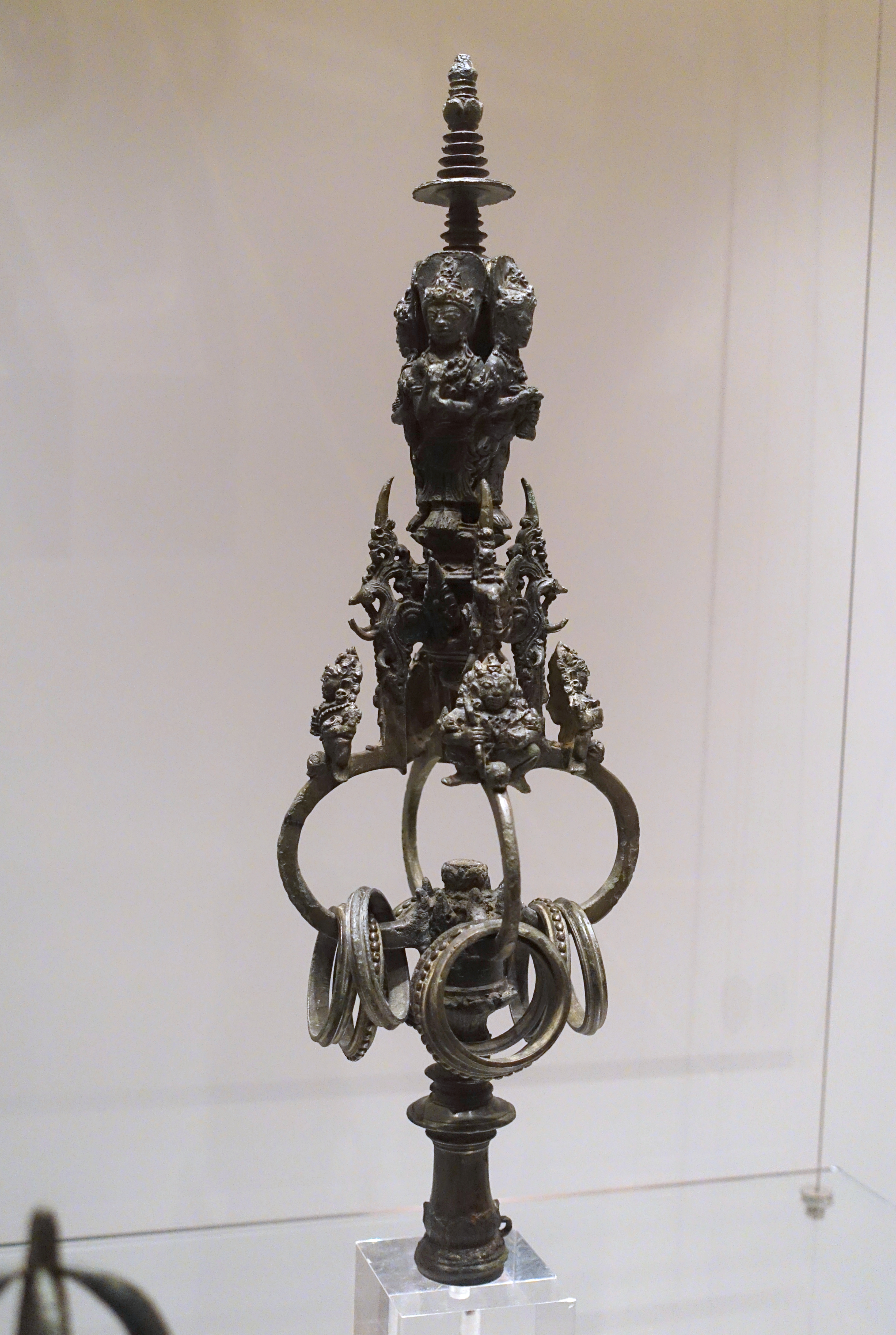
Tête de khakkhara, Berlin

## Origine
Le Sarvastivada vinaya donne, quant à l'origine du khakkhara, plusieurs versions, qui se rejoignent sur la recommandation, donné par le Bouddha aux moines, d'éloigner les animaux — soit pour repousser tigres, lions et autres prédateurs, soit en écartant les araignées et serpents que les moines errants risqueraient de piétinér.
Le tintement du bâton peut également attirer l'attention de donateurs éventuels, car les moines restent traditionnellement silencieux tout en collectant l'aumône
,.
Un des sutras du Mahāyāna Mahāparinirvāṇa Sūtra s'appelle le « sutra du bâton en étain (得道梯橙錫杖經) », narre que le Bouddha a demandé à ses moines d'avoir toujours un tel bâton
.
Selon le Foé Koué Ki de Faxian, la capitale de Nagara renfermait autrefois, dans un vihara, le bâton du  Bouddha, fait de bois de santal, long de plus de 5 m, et si lourd qu'un millier d'hommes même ne pouvaient le déplacer
,
.

## Culture et symbolisme
Dans les monastères chinois, l'abbé monte sur la plate-forme lors de grandes cérémonies, prend le khakkhara et en frappe le sol à trois reprises, symbolisant la rupture de l'ignorance[citation nécessaire].
Dans les temples japonais, le khakkhara est généralement tenu à la main, et son hochet rythme le chant des stras, comme le mokugyo chinois.
Dans la littérature chinoise, le khakkhara en est venu à symboliser les moines et sert d'emblème similaire à la robe et au bol[pas clair]. Un moine mendiant errant y est souvent appelé 飛錫, bâton volant, contrastant avec un 掛錫 (personnel accroché), moine qui a « planté un bâton » et habite à long terme dans un monastère.
Le nombre de boucles et d'anneaux du bâton a une signification symbolique : quatre boucles symbolisent les Quatre Nobles Vérités, six anneaux représentant les Six Perfections, douze anneaux rappellent la chaîne de cause à effet.
Une représentation de Kṣitigarbha, le bodhisattva des enfants et des voyageurs, tient souvent un khakkhara à la main droite, comme en tient une l'Avalokiteśvara aux mille bras dans la statuaire chinoise et japonaise.

## Folklore
Une source à Guangzhou, en Chine, la "Pewter Staff Spring" (錫泉) est réputée avoir jailli après qu'un moine eut frappé le son de son bâton.
Au Japon, à Enkōji dans la préfecture de Kōchi, le « puits de nettoyage des yeux » (根洗いの井戸) serait lui aussi né sous un khakkhara, quand, en 795, Kōbō-Daishi creusa de son bâton le sol pour en tirer de l'eau afin de sauver de la sécheresse le village voisin
.

## Arts martiaux
Le manche en bois peut être soit long et utilisé comme bâton de marche, soit court et rythmer un chant. Le khakkhara, dans les romans chinois wuxia, est souvent l'arme des moines itinérants et/ou guerriers, en particulier ceux du monastère de Shaolin.
Au Japon, le khakkhara est redoutable : le bâton pare les attaques, les reflets des anneaux métalliques aveuglent l'adversaire, une pointe acérée à l'extrémité du fleuron le blesse, comme la crosse qui est au bas.
Shorinji Kempo contient des méthodes d'autodéfense utilisant le khakkhara, mais celles-ci sont rarement pratiquées aujourd'hui.

## En dehors du bouddhisme
La piété filiale chinoise pose que, si un de vos parents doit tomber en enfer, ce sera à cause de votre propre méchanceté. Comment alors le bâton en étain du Bouddha peut-il les sauver (豈浮屠錫杖所能救而出之者乎) ?
Les bouddhistes fictifs et les tengu sont souvent représentés en train de porter et se battre avec un khakkhara.

## Usage populaire
Le khakkhara est utilisé par plusieurs personnages populaires, par exemple :
- Anime et manga 
  - Miroku et Hakushin de Inuyasha
  - Kujaku de RG Veda
  - Kurotabō de Nura: le seigneur des yokai
  - inzo Shima, Renzo Shima et Shimake de Blue Exorcist
  - Plusieurs personnages de la série Naruto, dont Hagoromo Ōtsutsuki, Asura Ōtsutsuki, Obito Uchiha et Madara Uchiha
  - Yoshimori Sumimura et Tokine Yukimura de Kekkaishi
  - Naraku Tenshoin de Gintama
  - Mandala Gundam de Mobile Fighter G Gundam
  - Akari de Samurai Deeper Kyo
  - Nagare Akiba de Ushio et Tora
  - Sakuyamon et Kuzuhamon de la série Digimon
  - Rezo de Slayers
  - Chichiri de Fushigi Yûgi
  - Keyes de Fairy Tail
  - Kumadori de One Piece
  - Sekido de Demon Slayer
  - Mizuchi, nom d'arme est Chiki de Noragami
- Jeux vidéo 
  - Nicotine Caféine de la série Samurai Shodown
  - Isato de Harukanaru Toki no Naka de 2
  - Xiaomu de Namco × Capcom
  - Éblouissez de Dota 2
- Romans légers 
  - Prêtresse de Goblin Slayer
  - Harutora Tsuchimikado et Touji Ato de Tokyo Ravens
  - Un objet dans Rental Magica
- Cinéma et télévision 
  - Goludora de Cho Kamen Rider Den-O & Decade Neo Generations: The Onigashima Warship
  - Balance Zodiarts de Kamen Rider Fourze